# Scottish League Cup 2020-2021
La Scottish League Cup 2020-21, conosciuta anche come Betfred Cup per motivi di sponsorizzazione, è stata la 75ª edizione della seconda più prestigiosa competizione ad eliminazione diretta della Scozia; è iniziata il 6 ottobre 2020 ed è terminata il 28 febbraio 2021. Il St. Johnstone ha conquistato il trofeo per la prima volta.

## Formula
La formula della competizione prevede tre turni ad eliminazione diretta e la finale, successivi ad una prima fase, con 8 gironi all'italiana da 5 squadre. Ogni squadra affronta le altre una sola volta, per un totale di 4 incontri. Si qualificano per la fase successiva le 8 squadre prime classificate e le 4 migliori seconde classificate, cui si uniscono le 4 squadre qualificate per le competizioni UEFA. Gli incontri a eliminazione diretta si svolgono in partite di sola andata, in caso di parità si procede con i tempi supplementari ed eventualmente i tiri di rigore.

### Attribuzione del punto supplementare
Nella fase a gironi, in caso di parità al termine dei tempi regolamentari, verranno battuti i tiri di rigore: a ciascuna squadra viene comunque attribuito un punto, ma alla squadra che vincerà ai tiri di rigore verrà assegnato un ulteriore punto.

## Calendario
| Turno            | Date                         |
| ---------------- | ---------------------------- |
| Fase a gironi    | 6 ottobre - 15 novembre 2020 |
| 2º turno         | 28-29 novembre 2020          |
| Quarti di finale | 15-17 dicembre 2020          |
| Semifinali       | 23-24 gennaio 2021           |
| Finale           | 28 febbraio 2021             |

## Fase a gironi
Il sorteggio della fase a gironi si è svolto il 10 agosto 2020 ad Hampden Park in diretta sul canale YouTube SFPL.

### Girone A
| Squadra      | P.ti | G | V | P | S | RF | RS | DR |
| ------------ | ---- | - | - | - | - | -- | -- | -- |
| Hearts       | 12   | 4 | 4 | 0 | 0 | 8  | 3  | +5 |
| Raith Rovers | 8    | 4 | 2 | 1 | 1 | 7  | 7  | 0  |
| Inverness    | 6    | 4 | 1 | 2 | 1 | 4  | 4  | 0  |
| East Fife    | 3    | 4 | 1 | 0 | 3 | 5  | 6  | -1 |
| Cowdenbeath  | 1    | 4 | 0 | 1 | 3 | 0  | 4  | -4 |

|              | COW       | EAS   | HEA   | INV       | RAI   |
| Cowdenbeath  |           |       | 0 - 1 |           | 0 - 1 |
| East Fife    | 2 - 0     |       | 2 - 3 |           |       |
| Hearts       |           |       |       | 1 - 0     | 3 - 1 |
| Inverness    | 4 - 2 (r) | 1 - 0 |       |           |       |
| Raith Rovers |           | 2 - 1 |       | 6 - 5 (r) |       |

### Girone B
| Squadra         | P.ti | G | V | P | S | RF | RS | DR |
| --------------- | ---- | - | - | - | - | -- | -- | -- |
| Hibernian       | 12   | 4 | 4 | 0 | 0 | 10 | 3  | +7 |
| Dundee          | 9    | 4 | 3 | 0 | 1 | 9  | 4  | +5 |
| Cove Rangers    | 5    | 4 | 1 | 1 | 2 | 4  | 7  | -3 |
| Brora Rangers   | 2    | 4 | 0 | 2 | 2 | 6  | 10 | -4 |
| Forfar Athletic | 2    | 4 | 0 | 1 | 3 | 3  | 8  | -5 |

|                 | BRO       | COV       | DUN   | FOR   | HIB   |
| Brora Rangers   |           | 7 - 8 (r) | 0 - 2 |       |       |
| Cove Rangers    |           |           |       | 1 - 0 | 1 - 2 |
| Dundee          |           | 3 - 0     |       | 3 - 0 |       |
| Forfar Athletic | 7 - 6 (r) |           |       |       | 0 - 1 |
| Hibernian       | 3 - 1     |           | 4 - 1 |       |       |

### Girone C
| Squadra       | P.ti | G | V | P | S | RF | RS | DR  |
| ------------- | ---- | - | - | - | - | -- | -- | --- |
| St. Johnstone | 10   | 4 | 3 | 1 | 0 | 12 | 2  | +10 |
| Dundee Utd    | 8    | 4 | 2 | 1 | 1 | 7  | 3  | +4  |
| Peterhead     | 8    | 4 | 2 | 1 | 1 | 6  | 5  | +1  |
| Kelty Hearts  | 4    | 4 | 1 | 1 | 2 | 4  | 4  | 0   |
| Brechin City  | 0    | 4 | 0 | 0 | 4 | 3  | 18 | -15 |

|               | BRE   | DUN       | KEL   | PET       | STJ   |
| Brechin City  |       | 2 - 6     | 0 - 2 |           |       |
| Dundee Utd    |       |           | 1 - 0 | 0 - 1     |       |
| Kelty Hearts  |       |           |       | 4 - 6 (r) | 1 - 2 |
| Peterhead     | 3 - 1 |           |       |           | 1 - 3 |
| St. Johnstone | 7 - 0 | 3 - 4 (r) |       |           |       |

### Girone D
| Squadra         | P.ti | G | V | P | S | RF | RS | DR |
| --------------- | ---- | - | - | - | - | -- | -- | -- |
| Ross County     | 11   | 4 | 3 | 1 | 0 | 12 | 5  | +7 |
| Arbroath        | 9    | 4 | 3 | 0 | 1 | 9  | 4  | +5 |
| Elgin City      | 6    | 4 | 2 | 0 | 2 | 5  | 7  | -2 |
| Stirling Albion | 3    | 4 | 1 | 0 | 3 | 3  | 8  | -5 |
| Montrose        | 1    | 4 | 0 | 1 | 3 | 5  | 10 | -5 |

|                 | ARB   | ELG   | MON   | ROS       | STI   |
| Arbroath        |       | 3 - 0 | 3 - 1 |           |       |
| Elgin City      |       |       |       | 1 - 4     | 2 - 0 |
| Montrose        |       | 0 - 2 |       | 7 - 8 (r) |       |
| Ross County     | 2 - 1 |       |       |           | 3 - 0 |
| Stirling Albion | 1 - 2 |       | 2 - 1 |           |       |

### Girone E
| Squadra     | P.ti | G | V | P | S | RF | RS | DR |
| ----------- | ---- | - | - | - | - | -- | -- | -- |
| Dunfermline | 12   | 4 | 4 | 0 | 0 | 9  | 2  | +7 |
| Falkirk     | 9    | 4 | 3 | 0 | 1 | 9  | 3  | +6 |
| Kilmarnock  | 6    | 4 | 2 | 0 | 2 | 4  | 6  | -2 |
| Clyde       | 3    | 4 | 1 | 0 | 3 | 6  | 9  | -3 |
| Dumbarton   | 0    | 4 | 0 | 0 | 4 | 2  | 10 | -8 |

|             | CLY   | DUM   | DUN   | FAL   | KIL   |
| Clyde       |       | 3 - 2 |       |       | 0 - 2 |
| Dumbarton   |       |       | 0 - 1 | 0 - 4 |       |
| Dunfermline | 3 - 2 |       |       | 2 - 0 |       |
| Falkirk     | 2 - 1 |       |       |       | 3 - 0 |
| Kilmarnock  |       | 2 - 0 | 0 - 3 |       |       |

### Girone F
| Squadra             | P.ti | G | V | P | S | RF | RS | DR  |
| ------------------- | ---- | - | - | - | - | -- | -- | --- |
| Ayr Utd             | 8    | 4 | 2 | 1 | 1 | 8  | 5  | +3  |
| Annan Athletic      | 7    | 4 | 2 | 1 | 1 | 9  | 4  | +5  |
| Stranraer           | 7    | 4 | 1 | 3 | 0 | 6  | 5  | +1  |
| Hamilton Academical | 6    | 4 | 2 | 0 | 2 | 7  | 6  | +1  |
| Albion Rovers       | 2    | 4 | 0 | 1 | 3 | 5  | 15 | -10 |

|                | ALB         | ANN   | AYR   | HAM   | STR       |
| Albion Rovers  |             | 1 - 5 | 2 - 5 |       |           |
| Annan Athletic |             |       |       | 3 - 1 | 5 - 6 (r) |
| Ayr Utd        |             | 1 - 0 |       |       | 7 - 6 (r) |
| Hamilton Aca.  | 3 - 0       |       | 2 - 1 |       |           |
| Stranraer      | 16 - 17 (r) |       |       | 2 - 1 |           |

### Girone G
| Squadra            | P.ti | G | V | P | S | RF | RS | DR |
| ------------------ | ---- | - | - | - | - | -- | -- | -- |
| St. Mirren         | 10   | 4 | 2 | 2 | 0 | 8  | 4  | +4 |
| Queen of the South | 7    | 4 | 1 | 3 | 0 | 7  | 5  | +2 |
| Partick Thistle    | 7    | 4 | 1 | 2 | 1 | 3  | 4  | -1 |
| Morton             | 6    | 4 | 1 | 3 | 0 | 4  | 3  | +1 |
| Queen's Park       | 0    | 4 | 0 | 0 | 4 | 1  | 7  | -6 |

|                    | MOR       | PAR       | QUE       | QPA   | STM       |
| Morton             |           |           | 4 - 6 (r) | 1 - 0 |           |
| Partick Thistle    | 4 - 2 (r) |           |           | 2 - 0 |           |
| Queen of the South |           | 2 - 3 (r) |           |       | 4 - 6 (r) |
| Queen's Park       |           |           | 1 - 3     |       | 0 - 1     |
| St. Mirren         | 7 - 6 (r) | 4 - 1     |           |       |           |

### Girone H
| Squadra        | P.ti | G | V | P | S | RF | RS | DR  |
| -------------- | ---- | - | - | - | - | -- | -- | --- |
| Livingston     | 12   | 4 | 4 | 0 | 0 | 15 | 3  | +12 |
| Alloa Athletic | 9    | 4 | 3 | 0 | 1 | 9  | 5  | +4  |
| Edinburgh      | 4    | 4 | 1 | 1 | 2 | 5  | 9  | -4  |
| Airdrieonians  | 3    | 4 | 1 | 0 | 3 | 3  | 7  | -4  |
| Stenhousemuir  | 2    | 4 | 0 | 1 | 3 | 4  | 12 | -8  |

|                | AIR   | ALL   | EDI   | LIV   | STE       |
| Airdrieonians  |       | 0 - 2 | 0 - 1 |       |           |
| Alloa Athletic |       |       | 2 - 1 |       | 4 - 2     |
| Edinburgh City |       |       |       | 1 - 5 | 4 - 6 (r) |
| Livingston     | 4 - 1 | 2 - 1 |       |       |           |
| Stenhousemuir  | 0 - 2 |       |       | 0 - 4 |           |

### Migliori seconde classificate
Le migliori 4 squadre seconde classificate accedono al secondo turno della competizione.
| Pos. | Squadra            | Pt | G | V | N | P | GF | GS | DR |
| ---- | ------------------ | -- | - | - | - | - | -- | -- | -- |
| E    | Falkirk            | 9  | 4 | 3 | 0 | 1 | 9  | 3  | +6 |
| D    | Arbroath           | 9  | 4 | 3 | 0 | 1 | 9  | 4  | +5 |
| B    | Dundee             | 9  | 4 | 3 | 0 | 1 | 9  | 4  | +5 |
| H    | Alloa Athletic     | 9  | 4 | 3 | 0 | 1 | 9  | 5  | +4 |
| C    | Dundee Utd         | 8  | 4 | 2 | 1 | 1 | 7  | 3  | +4 |
| A    | Raith Rovers       | 8  | 4 | 2 | 1 | 1 | 7  | 7  | 0  |
| F    | Annan Athletic     | 7  | 4 | 2 | 1 | 1 | 9  | 4  | +5 |
| G    | Queen of the South | 7  | 4 | 1 | 3 | 0 | 7  | 5  | +2 |

## Secondo Turno
Prendono parte a questo turno le prime classificate dei gironi e le quattro migliori seconde. Le quattro squadre qualificate alle competizioni UEFA entrano nella competizione in questo turno. Il sorteggio è avvenuto il 15 novembre 2020 all'Easter Road, subito dopo l'incontro tra Hibernian e Dundee.
In grassetto le squadre che entrano in questo turno.
| Teste di serie | Non teste di serie |
| -------------- | ------------------ |
| Aberdeen       | Alloa Athletic     |
| Celtic         | Arbroath           |
| Dunfermline    | Ayr Utd            |
| Hearts         | Dundee             |
| Hibernian      | Falkirk            |
| Livingston     | Ross County        |
| Motherwell     | St. Johnstone      |
| Rangers        | St. Mirren         |

### Risultati
| Squadra 1        | Risultato   | Squadra 2     |
| ---------------- | ----------- | ------------- |
| 28 novembre 2020 |             |               |
| Alloa Athletic   | 1 – 0 (dts) | Hearts        |
| Arbroath         | 1 – 3       | Dunfermline   |
| Hibernian        | 1 – 0       | Dundee        |
| Livingston       | 4 – 0       | Ayr Utd       |
| Motherwell       | 1 – 2       | St. Johnstone |
| St. Mirren       | 2 – 1       | Aberdeen      |
| 29 novembre 2020 |             |               |
| Celtic           | 0 – 2       | Ross County   |
| Falkirk          | 0 – 4       | Rangers       |

## Quarti di finale
| Squadra 1        | Risultato       | Squadra 2     |
| ---------------- | --------------- | ------------- |
| 15 dicembre 2020 |                 |               |
| Dunfermline      | 1 – 1 (3-4 dtr) | St. Johnstone |
| Alloa Athletic   | 1 – 2           | Hibernian     |
| 16 dicembre 2020 |                 |               |
| Livingston       | 2 – 0           | Ross County   |
| St. Mirren       | 3 – 2           | Rangers       |

## Semifinali
| Squadra 1       | Risultato | Squadra 2  |
| --------------- | --------- | ---------- |
| 23 gennaio 2021 |           |            |
| St. Johnstone   | 3 – 0     | Hibernian  |
| 24 gennaio 2021 |           |            |
| Livingston      | 1 – 0     | St. Mirren |

## Finale
| Arbitro: | Donald Robertson |

|  |           |            |
|  | Marcatori | 32’ Rooney |